# Sejlflod Sogn
Sejlflod Sogn er et sogn i Aalborg Østre Provsti (Aalborg Stift). 
I 1800-tallet var Sejlflod Sogn anneks til Storvorde Sogn. Begge sogne hørte til Fleskum Herred i Aalborg Amt. Trods annekteringen var de to selvstændige sognekommuner. Ved kommunalreformen i 1970 blev både Storvorde og Sejlflod indlemmet i Sejlflod Kommune, der ved strukturreformen i 2007 indgik i Aalborg Kommune.
I Sejlflod Sogn ligger Sejlflod Kirke.
I sognet findes følgende autoriserede stednavne:
- Kildevang (bebyggelse)
- Langelinie (bebyggelse)
- Sankt Niels Bjerg (areal)
- Sejlflod (bebyggelse, ejerlav)
- Sejlflod Kær (bebyggelse)
- Teglvænget (bebyggelse)
- Tofthøj (areal)
- Vejrholm (areal, bebyggelse)